# Rito Escocés Antiguo y Aceptado en Argentina

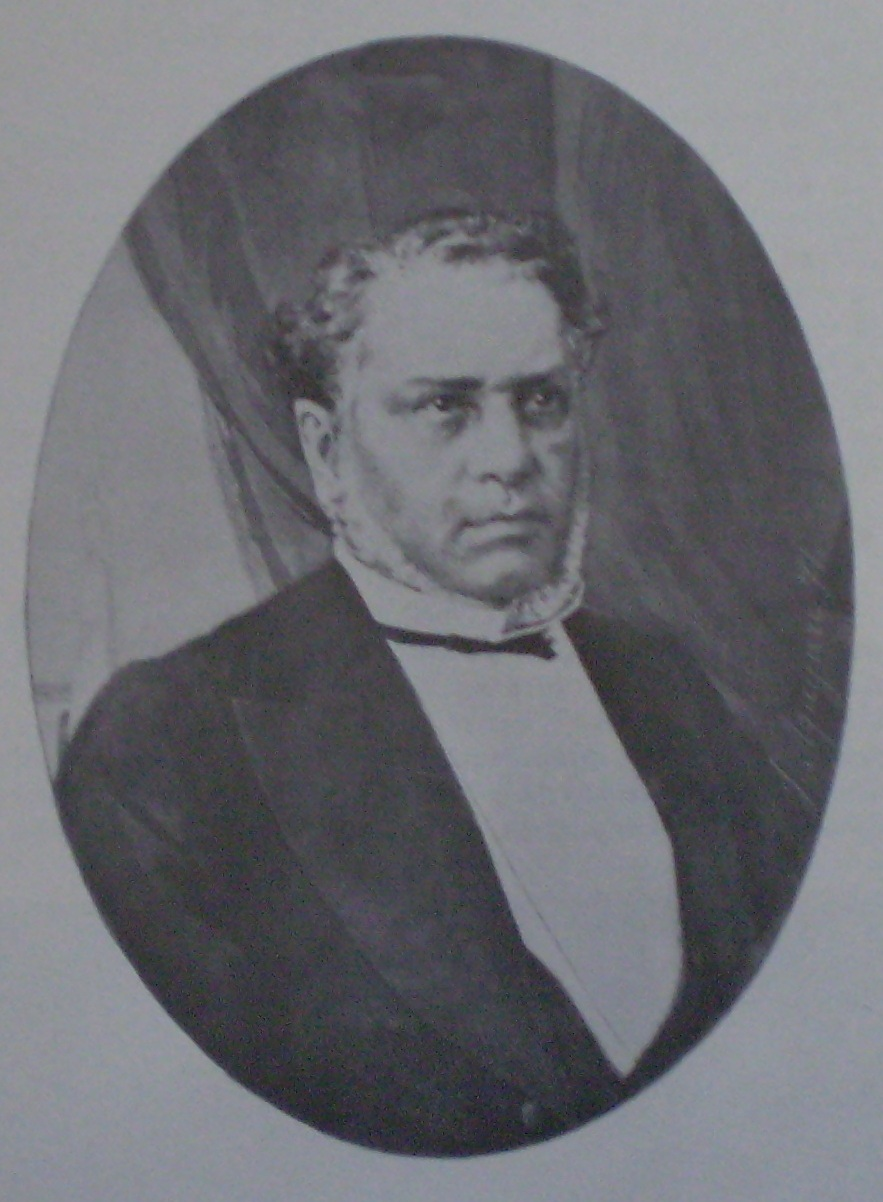
José Roque Pérez, primer Venerable Maestro de la Gran Logia.

El Rito Escocés Antiguo y Aceptado, es un rito de masonería que llegó a Argentina con los inmigrantes europeos que arribaron desde Inglaterra, España, Italia, Portugal y Francia. Entre ellos se hallaban militares, comerciantes e intelectuales que iban a fundar las primeras logias de toda América del Sur. 
Años después sería el ferrocarril el que llevaría nuevas oleadas de masones a tierras argentinas.
En 1812, para el momento en que José de San Martín, Carlos María de Alvear y José Matías Zapiola llegaron a Buenos Aires a bordo de la fragata George Canning, la masonería ya estaba implantada.

## Los orígenes
Es hacia finales del siglo XVIII cuando aparecieron en Buenos Aires las primeras noticias de las actividades masónicas en el Río de la Plata.
La primera logia en lo que hoy es el territorio argentino, fue la Logia Independencia, que trabajaba con los rituales y bajo autorización de la Gran Logia General Escocesa de Francia.
Según publica la Gran logia de la Argentina de libres y aceptados masones, la Logia Independencia habría estado autorizada desde 1795 y desde su mismo nombre, acusaba en sus integrantes una concepción autonomista para los habitantes de las tierras americanas.
Según se refiere en el libro Episodios Patrios de Francisco Guilló, las actividades de la logia comenzaron en una vieja casona adyacente a la capilla de San Miguel, donde tiempo atrás había levantado la parroquia el presbítero Juan Gutiérrez González y Aragón.
El lugar estaba rodeado de zanjones, que se convertían en grandes obstáculos los días de lluvia, por lo que tanto la capilla como la casona dejaron de utilizarse a poco de comenzar sus respectivas actividades.
Para el año 1810 había aparecido otra logia llamada también Logia Independencia, cuyo Venerable Maestro era Julián Álvarez, y sobre la cual no existen precisiones si habría sido una continuación de la logia homónima o una logia totalmente nueva.
Esta segunda Logia Independencia dirigida por Álvarez es la que suministró los primeros hombres y rituales para la conformación de la Logia Lautaro de Buenos Aires, la primera de tan alta importancia y gravitación en los movimientos libertarios del territorio de las Provincias Unidas del Río de la Plata.

### La Logia Independencia

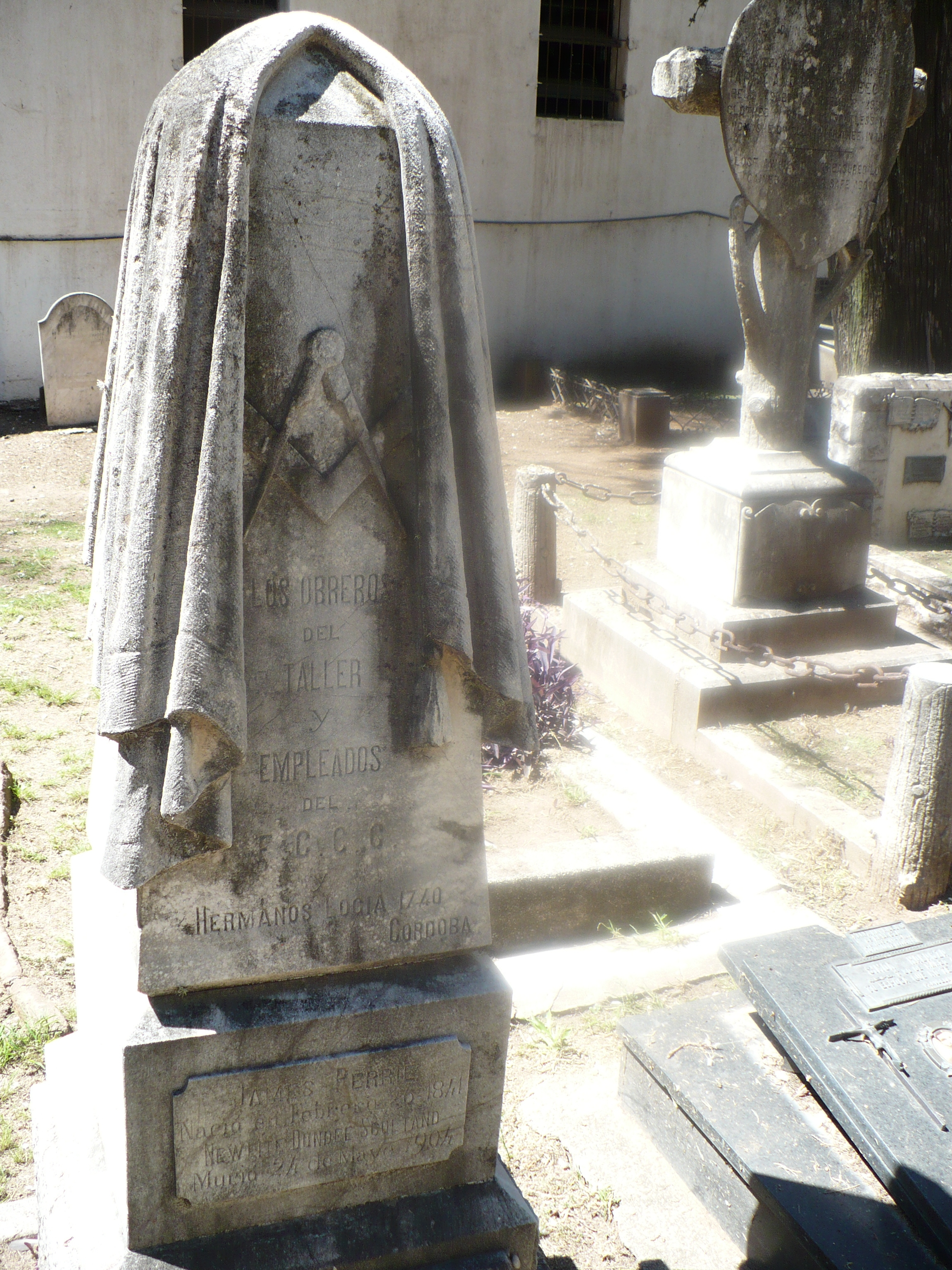
Antigua tumba masónica (Córdoba - cementerio disidente) - Pertenece a un empleado del F.C.C.C.

El historiador Juan Canter de Rocamora ha sugerido que la Logia Independencia jamás habría existido. Sin embargo, a la hora de regresar a Inglaterra el coronel Santiago Florencio Burke - quien había llegado al país como emisario del primer ministro británico William Pitt - afirmó que a su salida de Buenos Aires en 1809, fueron a despedirlo sus compañeros de logia a los cuales llamó: las principales personas del lugar, mis viejos amigos de Independencia.
Alcibíades Lappas refutó a Juan Canter y sostuvo que:

contrariamente a las afirmaciones contundentes de eruditos historiadores, hemos podido comprobar como cierta la existencia en Buenos Aires de una logia denominada INDEPENDENCIA, fundada a finales del siglo XVIII y que obtuvo Carta Constitutiva de la Grande Loge Generale Ecossaise de France, cuerpo este que fue absorbido el 8 de enero de 1805 por el Gran Oriente de Francia, quedando la antes mencionada Logia en libertad de acción sobre su futuro.

En todo lo referido a masonería existe una gran dificultad para conseguir documentos y narraciones fehacientes.
La misma naturaleza de estas sociedades cerradas hace que dichos documentos no salgan a la luz pública, a lo que debemos sumarle las acciones represivas que distintos movimientos políticos y gobiernos, han ejercido sobre aquellas organizaciones que manifiestan algún tipo de ejercicio del librepensamiento.
A este respecto, el español Miguel Morayta Sagrario, afirmaba acerca de la masonería ibérica: 

La historia interna de la masonería española no se ha escrito aún y seguramente no se escribirá nunca; faltan y faltarán siempre los documentos del caso necesario. Durante muchos años las logias no extendieron actas de sus tenidas, ni firmaron siquiera expedientes de iniciación, se hacía indispensable no dejar rastros de sus actos. ¿Cómo, sin existir archivos narrar las vicisitudes de la Orden? Mas hacedero, si bien no del todo fácil, es historiar sus manifestaciones externas, sus actos públicos, es decir, sus trabajos intentados o cumplidos en el mundo profano.

Hablando de la preexistencia de logias anteriores a Logia Independencia, el autor Efraín Oscar Schmied, en su libro Masonería Universal (p.77), cita lo siguiente:

En 1804 existía en el Virreynato una logia llamada San Juan de Jerusalén, fundada por Juan Silva Cordeiro, a quien secundaban algunos nombres que participarían en la Logia Lautaro y otros que eran miembros del Gobierno de Sobremonte. En una época en que la masonería estaba prohibida, un hecho fortuito hizo que el Virrey se enterara de estas actividades y levantara un sumario secreto para dar a luz la existencia de la logia. Sin embargo Cordeiro, junto con dos hermanos llamados Gómez y Vallejos, le regalaron a la esposa de Sobremonte las alhajas y joyas de la logia, rogándole que las luciera el día de San Juan Nepomuceno. Tres días después el Virrey en persona suspendía los autos y devolvía los elementos rituales.

## Fundación de la Gran Logia

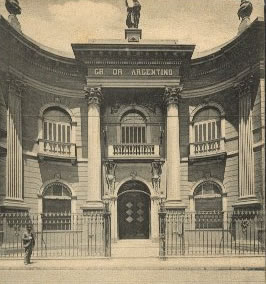
Palacio Cangallo - Actual sede de la Gran Logia de Argentina de libres y aceptados masones.

La actividad de las logias masónicas en la época de Juan Manuel de Rosas, se hizo conocida por las propias denuncias del gobernador contra ellas. Denuncias que se produjeron a pesar de haber contado entre sus filas a masones de la talla de José Roque Pérez y el canciller Manuel Moreno. 
El 11 de diciembre de 1857, se levantaron columnas de la Gran Logia argentina, funcionando sin interrupciones hasta el presente.
No fue fácil acordar los términos de su Constitución, debido al enfrentamiento entre Miguel Valencia y José Roque Pérez. El primero provenía de una familia unitaria que poco tiempo antes había retornado del Brasil luego de un largo exilio, en tanto que Pérez era un federal confeso, que había desempeñado funciones diplomáticas durante el gobierno de Rosas.
Ambos eran abogados y jurisconsultos, y llevaban consigo el peso de sus contactos masónicos en el exterior. Valencia tenía poderes otorgados por la masonería brasileña, mientras que Roque Pérez mantenía estrechas relaciones con la Gran Logia de Montevideo, que en ese momento era el Centro Masónico del Río de la Plata.
En 1832 Miguel Valencia había sido redactor de El Telégrafo comercial, pero debido a la persecución del rosismo, tuvo que huir a Brasil, donde dictó clases en la Facultad de Derecho de Río de Janeiro y trabajó también como periodista.
Luego de la Batalla de Caseros fue miembro de la judicadura y dictó clases en la facultad de Derecho de la ciudad de Buenos Aires. A partir de 1853 formó parte del Senado bonaerense en la fracción anti-urquicista. Las crónicas de la época lo describen como un fogoso orador.
Había sido iniciado en la masonería por Julián Álvarez en la segunda Logia Independencia, y había militado en la masonería chilena y en la del Brasil, formando parte activa de la Logia capitular Regeneración, de Niterói.
A principios de 1857, y a causa de sus fuertes diferencias con Roque Pérez, creó el denominado Gran Oriente de la Confederación Argentina, pero logró pocos adeptos, ya que la mayoría de los masones del territorio no querían una masonería unitaria y tanto Rosas como los Federales se encargaban de perseguir a los opositores, por eso Valencia tuvo que exiliarse en Brasil. 
Antes de finalizar el año, Pérez se había reunido con las tres logias que reconocían la autoridad del doctor Valencia, y bajo una negociación que se desconoce, las convenció de plegarse a su movimiento (a pesar de que Roque Pérez adhería a un movimiento que perseguía a los masones).
Con las logias que lo acompañaron en todo momento, sumadas a las que habían adherido en última instancia, José Roque Pérez fundó la actual Gran Logia de la Argentina de Libres y Aceptados Masones.
La nueva Gran Logia encolumnó tras de sí a diversas logias tanto de Buenos Aires como del interior del país. El 11 de diciembre de 1857 firmaron el pacto de unión las logias “Unión del Plata”, “Tolerancia” , “Regeneración”, “Constancia”, “Lealtad”, “Confraternidad Argentina”  y “Consuelo del Infortunio”, quedando como Gran Maestre del rito, el jurista y diplomático cordobés José Roque Pérez.
Como político, el jefe de la francmasonería en la Argentina defendió la incorporación de la Provincia de Buenos Aires a la Confederación Argentina, sin tener por ello que aceptar una eventual reforma de la Constitución Nacional Argentina.
Como consecuente federalista se enfrentó en sus ideas a Bartolomé Mitre, a Adolfo Alsina, a Dalmacio Vélez Sársfield, a Domingo Faustino Sarmiento y a Pastor Obligado, alineando consigo en 1860 a ilustres masones como Bernardo de Irigoyen, Marcelino Ugarte, Félix Frías y José Hernández, reclamando el cumplimiento del acuerdo de San Nicolás.
La Gran Logia de Argentina practica el Rito Escocés Antiguo y Aceptado (REAA) de la línea Charleston, el cual a pesar de llevar ese nombre, tuvo su origen en Francia, con masones que antes habían estado en el actual territorio de EE. UU. y que por extensión, su entrega de regularidad estuvo dirigida en un primer momento al Supremo Consejo creado por Miguel Valencia.
Este rito posee 33 grados y según muchos autores sería el de mayor difusión en la actualidad.
El Rito Escocés Antiguo y Aceptado, se enorgullece en afirmar que catorce presidentes de la República, salieron de sus filas.
La propia Gran Logia cita algunos nombres como Justo José de Urquiza, Bartolomé Mitre, Domingo Faustino Sarmiento, Roque Sáenz Peña y Carlos Pellegrini.

### El Supremo Consejo
Si bien a partir del 5 de diciembre de 1930, el Supremo Consejo grado 33° se encuentra unido a la Gran Logia de la Argentina, ambos cuerpos no siempre estuvieron juntos y este Supremo Consejo, como se dijo anteriormente, no es el primero sino que lo es el «Supremo Consejo Nacional 33°».
El 22 de abril de 1858, un grupo de masones que había recibido su Grado 33° del Supremo Consejo de Uruguay, conformaron también ese alto cuerpo para la Argentina, siendo así la potencia masónica del escocismo más antigua de Argentina, cuya Carta patente les fue entregada el 5 se septiembre del mismo año.
Recién en la Sexta Conferencia Internacional de Supremos Consejos Confederados (París - 1929), una resolución determinó que los Altos Grados no tuvieran participación en las logias simbólicas. Por ello fue ambos cuerpos deciden unirse en diciembre de 1930.
Dos años después, el 15 de septiembre de 1932, la Gran Logia y el Supremo Consejo firman su pacto de unión y amistad, con lo cual rubrican definitivamente su compromiso de trabajar en forma mancomunada, a la vez que respetando la independencia y la autarquía de cada cuerpo.
El Supremo Consejo de Francia, consciente de su regularidad y de su legitimidad (certificada por sus archivos bicentenarios), fiel a los principios tutelares de la Orden, respetuoso con los criterios tradicionales del Rito Escocés Antiguo y Aceptado y orgulloso de su antigüedad y del importante número de Supremos Consejos cuyo nacimiento ha patrocinado, se propuso restaurar su posición en Francia y en el mundo.
Por ello, se establecieron nuevos Supremos Consejos regulares y soberanos, incluyendo, en 2016, el Supremo Consejo Federal de Grado 33 para la República Argentina, más alineado en la instrucción y persecución del pulido de las virtudes humanas individuales y en fraternidad, de manera democrática y derramando su legado edificante para con la sociedad.

## El rito en la actualidad
Si bien el fuerte compromiso social del siglo XIX ya no se manifiesta en la masonería, el Rito Escocés Antiguo y Aceptado continúa funcionando en la Argentina, en forma más abierta y conservando solamente la discreción en sus actos, sin manejarse en secreto.
El comienzo del siglo XXI encontró a la Gran logia de la Argentina de libres y aceptados masones, más cerca que nunca de la Iglesia católica, habiendo logrado estrechar contactos con la Cúpula de la Conferencia Episcopal Argentina desde abril del año 2000.
La página web oficial de la Gran Logia, declara que en la Argentina funcionan:
- En la Ciudad de Buenos Aires, 92 logias.
- En la Provincia de Buenos Aires, 26 logias.
- En el interior del País, 140 logias.

Los contactos con la Iglesia fueron comenzados cuando el gobierno de la Gran Logia Argentina estuvo en manos de Jorge A. Vallejos. 
Aparentemente a causa de desavenencias dentro de esta Gran Logia, y desacuerdos surgidos respecto a los conceptos de regularidad y de dogmatismo, con el paso de los años continuaron apareciendo otras Obediencias que trabajan en el Rito Escocés Antiguo y Aceptado.
Existe el Gran Oriente Federal de la República Argentina, la Gran Logia de Misiones, y grandes logias en el país.
En los grados superiores, o sea del 4 al 33 y también del Rito Escocés Antiguo y Aceptado, existe desde el año 2016 el Supremo Consejo Federal del Grado 33.º para la República Argentina, con Carta Patente conferida por el Consejo Supremo de Francia, depositario y defensor de la línea francesa del Rito en jurisdicción Argentina.
Respecto a la Obediencia femenina, en el año 1997 se estableció en Buenos Aires la primera logia compuesta solo por mujeres, bajo el nombre de Tres Rosas. En el año 2000 fundaron la logia Aurora del Plata, y en 2002 la logia Cibeles, con la que finalmente pudieron crear la Gran Logia Femenina en julio de ese año.